# Johannes Gisenius

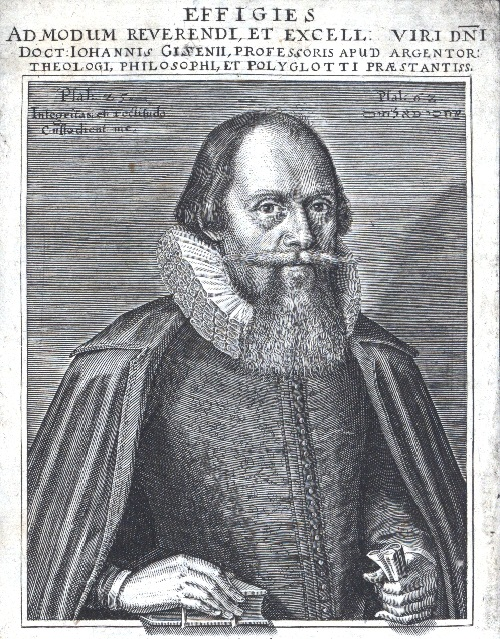
Johannes Gisenius (1577–1658), Stich von Jakob van der Heyden (1573–1645)

Johannes Gisenius (* 1577 in Dissen; † 6. Mai 1658 in Lieme) war ein deutscher Theologe und Vertreter der lutherischen Orthodoxie.
Gisenius war Professor und Rektor der Universität Rinteln (Alma Ernestina) in der Zeit des Restitutionsedikts vom 6. März 1629. Er ist vermutlich der Verfasser der einstweilen angeordneten Christliche Kirchen Regul vom Juli 1634.

## Leben
Nach dem Besuch des Gymnasiums in Lemgo studierte Gisenius an der Universität Wittenberg Theologie. In den Jahren 1605 bis 1607 lehrte er ebenda. 1610 wurde er Rektor des Gymnasiums in Lemgo. 1616 erhielt er einen Ruf an die Universität Gießen, 1619 nach Straßburg und 1621 an die gerade neu gegründete lutherische Universität Rinteln. 1623 wurde er Rektor der jungen Universität.
Durch den Überfall Herzog Christians von Braunschweig-Lüneburg im Jahre 1623 flohen viele Studenten und Professoren der Rintelner Universität. Gisenius hielt es als Rektor für wichtig und richtig, vor Ort zu bleiben. Er wurde unter Hausarrest gestellt und zeitweise verhaftet. Nach dem Restitutionsedikt von 1629 wurde die Universität von Benediktinern übernommen und Gisenius festgenommen. Er wurde in Minden ein Jahr lang eingekerkert, bis er freikam. Er wurde Superintendent in Osnabrück, später in Bückeburg. Nebenbei war es sein Bestreben, die Alma Ernestina wiederzueröffnen, was ihm erst 1641 gelang. Er war fünf Jahre lang einziges theologisches Fakultätsmitglied. Im Laufe der Zeit zerstritt sich Gisenius mit anderen Universitätsangehörigen, insbesondere mit seinem Nachfolger Johannes Henichius und den Obrigkeiten. Nachdem er die Auszahlung einer beträchtlichen, von ihm zum Wohle der Universität verauslagten Summe über Jahre vergeblich und letztlich erfolglos betrieben hatte, wurde er schließlich 1651 unter nicht ganz geklärten Umständen entlassen. Johannes Gisenius zog sich darauf in das Kloster Loccum, später auf ein kleines Landgut bei Lemgo zurück, wo er 1658 verstarb.

## Werke (Auswahl)
- Disputatio theologica de Christi merito. (Resp. Daniel Deschenhalm) Ledertz, Straßburg 1620. (Digitalisat)
- Pia et perspicua catechismi B. Lutheri defensio contra Jesuitas et Zwinglio-Calvinianos. Ledertz & Chemlin, Straßburg 1620. (Digitalisat)
- Meditatio Theologica I. In Priorem D. Petri Epistolam. (Resp. Thomas Wehner) Reineking, Rinteln 1621. (Digitalisat)
- Meditatio Theologica II. in priorem D. Petri Epistolam. (Resp. Thomas Wehner) Lucius, Rinteln 1622. (Digitalisat)
- Papismus, Hoc Est: Errorum Ponticiorum Methodica Enumeratio, Et brevis, pia, atq[ue] modesta Refutatio. 1. Chemlin, Giessen 1623. (Digitalisat)
- Papismus, Hoc Est: Errorum Ponticiorum Methodica Enumeratio, Et brevis, pia, atq[ue] modesta Refutatio. 3. Chemlin, Giessen 1625. (Digitalisat)
- Vitae academicae ex Scriptura petissimum sacra descripta. Lucius, Rinteln 1628. (Digitalisat)